# Ken Watanabe
Ken Watanabe (în japoneză 渡辺 謙, Watanabe Ken; n. 21 octombrie 1959, Uonuma, Prefectura Niigata, Japonia) este un actor japonez, care a intrepretat roluri atât în limba japoneză, cât și în limba engleză.

## Filmografie
- Scrisori din Iwo Jima 2006 - generalul Tadamichi Kuribayashi